# Lena (râu din Norvegia)
Lena (în norvegiană Lenaelva) este un râu în provincia Innlandet din Norvegia. Cursul de apă cu o lungime totală de 42 km izvorăște din zona Totenåsen și se varsă  printr-un estuar în lacul Mjøsa. Din amonte spre aval, Lena traversează localitățile Kolbu, Lena și Skreia. De-a lungul râului se practică pescuitul, în special la păstrăv și lipan.